# Clara Furey
Pour les articles homonymes, voir Furey.
Clara Furey, fille de Lewis Furey et de Carole Laure, est une chorégraphe danseuse, canadienne née en 1983, associée à la compagnie de danse contemporaine Par B.L.eux, fondée et dirigée par Benoît Lachambre.

## Biographie
Clara Furey est une jeune diplômée des Ateliers de danse moderne de Montréal. Elle a aussi fait des études de piano classique de niveau supérieur au Conservatoire Municipal de Paris ainsi que des études de solfège, harmonie et analyse. Elle est auteure-compositrice et interprète d'un spectacle de piano-voix qu'elle a donné au Cabaret du Saint-Sulpice à Montréal et a été chanteuse pour un spectacle de Rozankovic dans le cadre du Festival des films du monde de Montréal.
En 2004, elle se fait remarquer dans son premier rôle au cinéma, dans CQ2 (Seek You Too) (Tout près du sol), réalisé par Carole Laure. En 2005, elle part en tournée avec la compagnie David Pressault Danse, comme interprète dans la création They won't lie down. En 2006, toujours en danse, elle participe à la production Lost Pigeons présentée au Studio du Monument-National à Montréal et fait également partie de la distribution du spectacle Poésies, sandwichs et autres soirs qui penchent, conception et mise en scène de Loui Mauffette, présenté dans le cadre du Festival international de la littérature de Montréal.
Elle a des projets en danse pour 2007 et joue le premier rôle dans un long métrage réalisé par Guylaine Dionne, Serveuses demandées.
Elle sera l'interprète de nombreux chorégraphes dont George Stamos et Benoît Lachambre, qui l'influenceront dans sa démarche artistique.
Elle commencera ensuite à créer ses propres chorégraphies, toujours en s'associant avec d'autres chorégraphes, dans des projets mêlant plusieurs disciplines comme la musique, la performance et la danse. Elle s'active dans la recherche de la kinesthésie du mouvement.
Elle commence en 2011 avec la co-création de Hello... Who are you ? avec Céline Bonnier puis en collaborant avec Benoît Lachambre en 2012 pour Chutes Incandescentes.
En 2016 s'ensuit Cosmic Love, une œuvre de groupe et When Even The au Musée d'Art Contemporain de Montréal, en solo cette fois-ci. Elle rejoint également cette année la compagnie de danse contemporaine Par B.L.eux, fondée et dirigée par Benoît Lachambre, en tant qu'artiste associée.

## Principales chorégraphies
- 2011 : Hello. Who are you[7],[8] avec Céline Bonnier
- 2012 : Chutes incandescentes[9],[10] avec Benoît Lachambre
- 2014 : Ciguë[11],[12]
- 2015 : Untied Tales[13],[14]
- 2016 : Cosmic Love[15]
- 2016 : When Even The[16],[17], à l'occasion de l'exposition rendant hommage à Léonard Cohen au Musée d'Art Contemporain de Montréal
- 2019 : Rather a Ditch[18], avec Céline Bonnier en première mondiale au Festival TransAmériques[18]

## Filmographie
- 2003 : CQ2 (Seek You Too) (Tout près du sol) de Carole Laure : Rachel
- 2007 : Serveuses demandées de Guylaine Dionne : Milagro
- 2010 : Good Neighbours de Jacob Tierney : Nathalie
- 2012 : Sur la route (On the Road) de Walter Salles : Inez
- 2015 : La Chambre interdite de Guy Maddin : Margot